# Копытов, Николай Васильевич
Николай Васильевич Копытов (5 (17) июля 1833 — 9 (22) февраля 1901) — русский вице-адмирал (1888), главный командир флота и портов Чёрного и Каспийского морей.

## Биография
Происходил из дворян Санкт-Петербургской губернии.
В 1843 году поступил морскую роту Александровского кадетского корпуса, а на следующий год был переведён в Морской кадетский корпус. В 1850 году он был произведён в чин гардемарина и в 1851—1852 годах крейсировал в Балтийском и Северном морях.
После окончания в 1852 году Морского кадетского корпуса Копытов был произведён в чин мичмана и оставлен для дальнейшего обучения в Офицерском классе. В 1853 году он крейсировал в Финском заливе на шхуне «Александра», а в 1854—1855 годах — на корабле «Императрица Александра» и 72-пушечном винтовом корабле «Константин» под командованием капитана 1-го ранга Е. А. Беренса находился на Малом Кронштадтском рейде для защиты Кронштадта от нападений англо-французского флота. В 1855 году был произведён в чин лейтенанта (по окончании курса офицерских классов) и в следующем году на винтовом корвете «Новик» был в кампании на рейде Кронштадта.
В 1857—1860 годах на корвете «Новик» он старшим офицером в составе отряда под командованием капитана 1-го ранга Кузнецова перешёл к устью Амура; с 1858 года временно исправляя должность командира корвета плавал у берегов Кореи и Японии. В 1859 году был командирован с депешами из Сан-Франциско в Петербург, а на следующий год — из Петербурга в Шанхай на эскадру капитана 1-го ранга И. Ф. Лихачёва. В 1860 году за отличие по службе был произведён в чин капитан-лейтенанта, а в 1862 году был награждён орденом Св. Владимира 4-й степени.

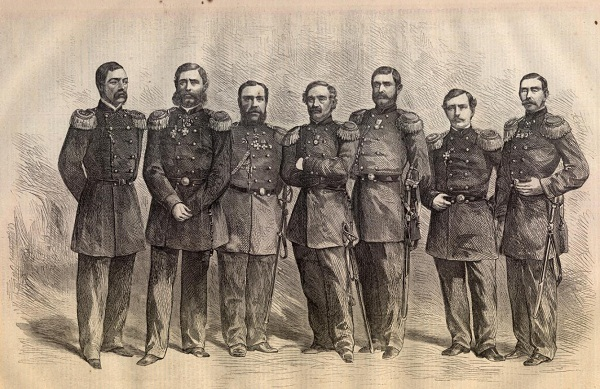
Капитаны экспедиции русского флота к берегам Северной Америки. Слева направо: П. А. Зеленой (клипер «Алмаз»), И. И. Бутаков (фрегат «Ослябя»), М. Я. Федоровский (фрегат «Александр Невский»), адмирал С. С. Лесовский (командир эскадры), Н. В. Копытов (фрегат «Пересвет»), О. К. Кремер, (корвет «Витязь»), Р. А. Лунд (корвет «Варяг»).

В 1861—1862 годах Копытов командовал парусно-винтовым корветом «Гридень» в Тихом океане, совершив кругосветное плавание. В марте 1863 года он подал в отставку в чине капитана 2-го ранга, но спустя четыре месяца снова вернулся на действительную службу прежним чином и командуя фрегатом «Пересвет» в составе эскадры под командованием контр-адмирала С. С. Лесовского участвовал в Американской экспедиции. В 1864 году он был награждён орденом Св. Станислава 2-й степени.

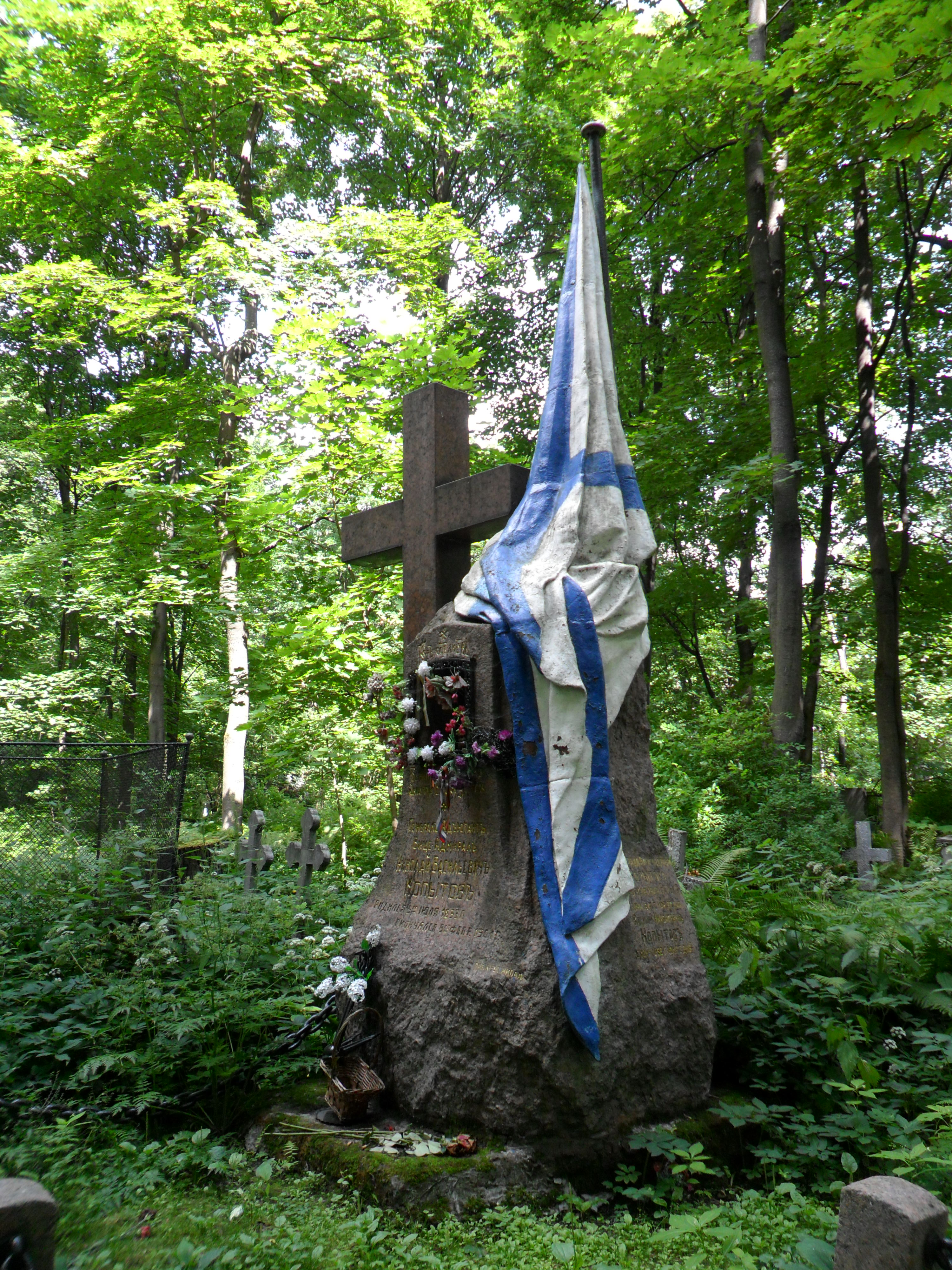
Могила Н.В. Копытова на Смоленском православном кладбище в Санкт-Петербурге

В 1865—1866 годах командуя фрегатом «Пересвет» перешёл из Кронштадта в Средиземное море и обратно. В 1866 году был произведён в чин капитана 2-го ранга и в 1867—1869 годах командовал броненосной батареей «Первенец» в Балтийском море. В 1870 году был награждён орденом Св. Анны 2-й степени, а в 1871 году был произведён в чин капитана 1-го ранга. В 1870 году командовал фрегатом «Дмитрий Донской».
Ещё будучи капитаном 2-го ранга, Н. В. Копытов серьёзно «встряхнул» военно-морскую общественность, предложил в 1868—1869 годах проект железных «океанских крейсеров», в которых он пытался достичь сочетания положительных качеств быстроходных винтовых кораблей и броненосцев (впервые эта идея высказана им в записке на имя генерал-адмирала великого князя Константина Николаевича от 4 февраля 1868 года). За счёт отказа от сплошного бронирования корпуса (для защиты машинного отделения он предлагал оставить лишь двухметровой ширины броневой пояс выше ватерлинии) и от броневых артиллерийских башен Копытов требовал обеспечить корабль мощным двигателем и крупнокалиберной артиллерией — 12 229-мм орудий. После всех расчётов корабль Копытова оказался водоизмещением свыше 7700 тн, намного превосходя считавшийся тогда чудом техники британский винтовой фрегат «Inconstant» (5800 тн). Морской технический комитет несколько раз рассматривал проект Копытова, в итоге придя к выводу, что для борьбы на океанских коммуникациях нужны всё-таки более легкие крейсера. Кораблестроитель адмирал А. А. Попов использовал целый ряд идей из проекта Копытова при создании своих крейсеров «Генерал-Адмирал» и «Герцог Эдинбургский».
В 1871—1872 годах командовал броненосным фрегатом «Адмирал Спиридов» в Балтийском море, а затем был назначен военно-морским агентом в Великобритании. После возвращения на родину в 1876 году Н. В. Копытов был назначен капитаном Кронштадтского порта и в 1877 году был награждён орденом Св. Владимира 3-й степени.
23 марта 1882 года Копытов был произведён в чин контр-адмирала и назначен командующим отрядом судов в Тихом океане. В 1884 году был назначен младшим флагманом Балтийского моря и награждён орденом Св. Станислава 1-й степени.
В 1885—1887 годах он командовал эскадрой в Балтийском море и в 1887 году был награждён «за заслуги и примерное радение» орденом Св. Анны 1-й степени. 1 января 1888 года Копытов был произведён в чин вице-адмирала и назначен старшим флагманом Балтийского моря.
1 января 1891 года Копытов был назначен главным командиром флота и портов Чёрного и Каспийского морей и военным губернатором Николаева, в том же году был награждён орденом Св. Владимира 2-й степени, а в 1894 году — орденом Белого орла. 14 мая 1896 года «в награду отлично-усердной службы и воздаяние особых заслуг по развитию Черноморского флота» награждён орденом Св. Александра Невского. 6 мая 1898 года он был освобождён от должности главного командира и назначен членом Адмиралтейств-совета и генерал-адъютантом.
Похоронен на Смоленском кладбище.
Жена — Александра Александровна Копытова (1838—1919).

## Статьи в «Морском сборнике»
- «Заметка на штурманский и артиллерийский вопрос»
- «Заметка о заделке пробоин на военных железных судах»
- «организация лоцманов Нью-Йоркского порта»
- «По поводу чтений военно-морской истории в морском училище»
- «Частная собственность воюющих на море»